# Thịt cá trích

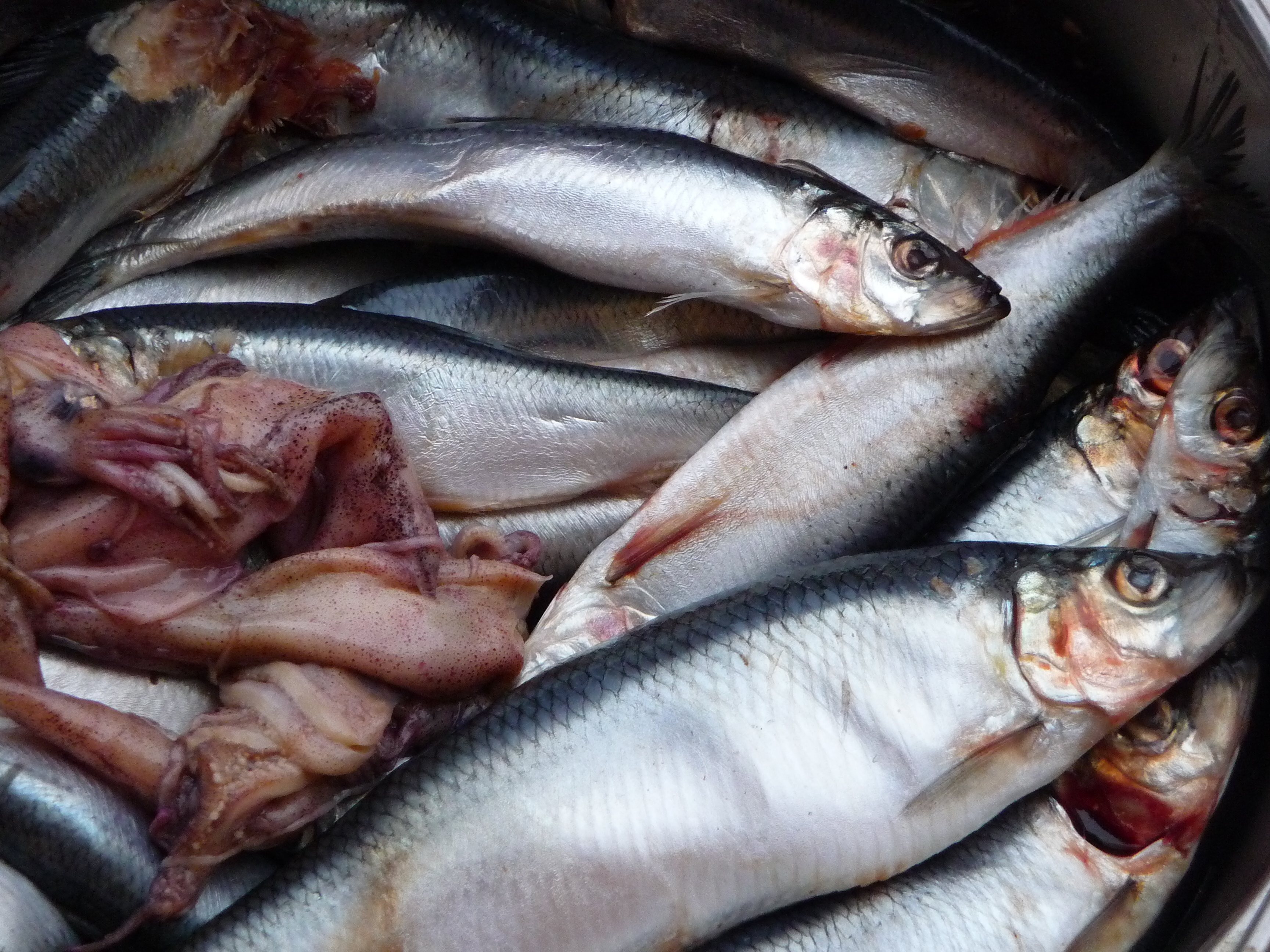
Cá trích

Thịt cá trích là thịt cá (cơ cá) của các loài cá trích. Cá trích là loại cá có giá trị kinh tế rất lớn,đóng góp nhiều vào tỉ trọng doanh thu của nghề cá thế giới. Từ cá trích có thể chế biến được rất nhiều món ăn ngon như hấp nguyên con, cá trích kho cà, cá trích nướng, cá trích phơi khô, cá trích đóng hộp. 

## Giá trị

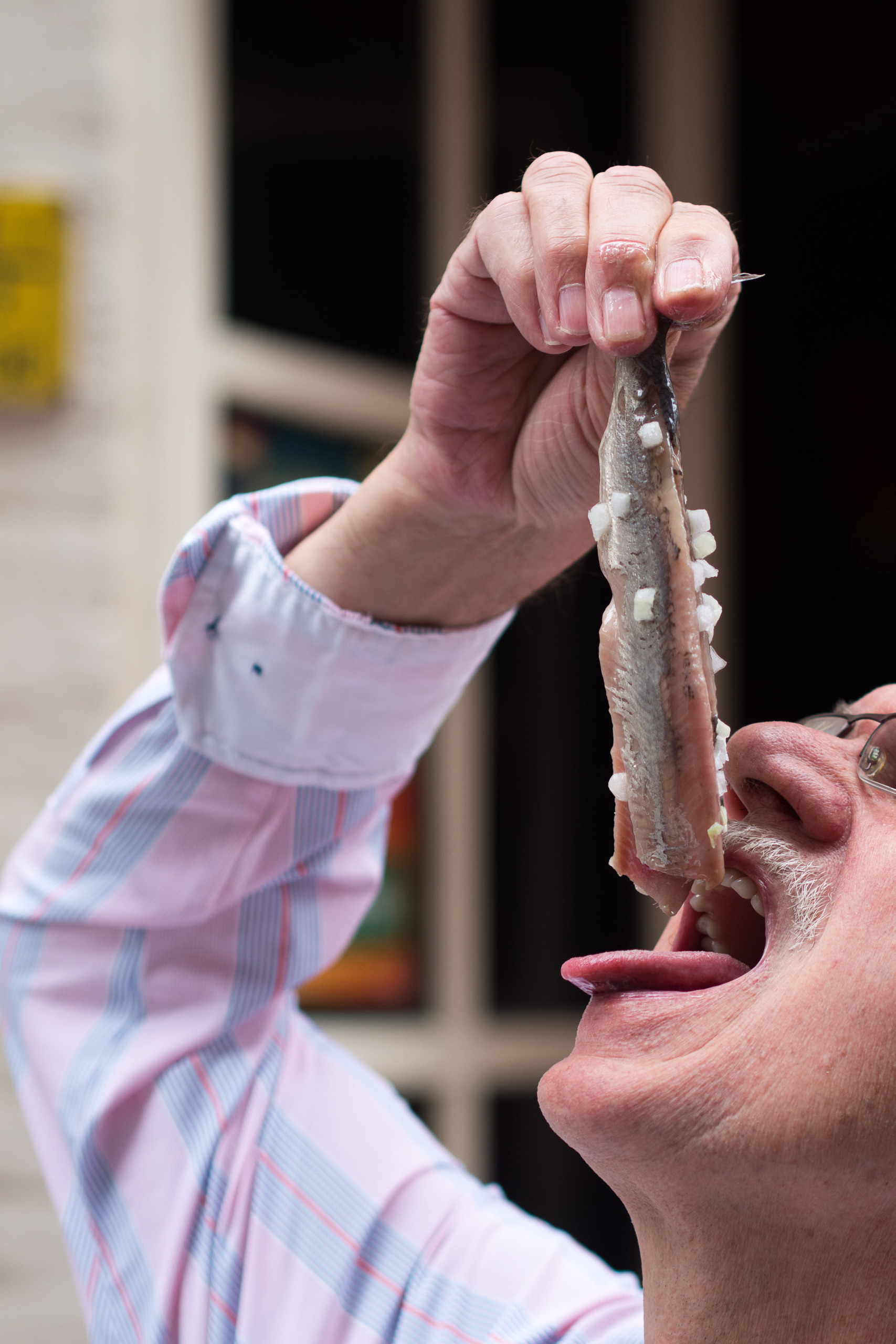
Ăn cá trích

Cá trích là loại cá ít tanh, ăn rất lành, thịt trắng, ít mỡ ăn rất béo và là một trong các loại cá dễ đánh bắt nhất. Cá trích là cá nhiều dầu và trong dầu cá có chứa rất nhiều Omega-3 thường được biết tới là dạng axit béo sản xuất ra DHA, một chất thiết yếu đóng vai trò quan trọng trong sự phát triển của não bộ, tăng cường sức khỏe não bộ. Omega-3 giúp điều chỉnh huyết áp. Omega-3 đem lại những bảo vệ tích cực đối với các bệnh nhân tim mạch. Cá trích là nguồn cung cấp dầu cá dồi dào, đặc biệt là giàu lượng axit béo Omega-3. Ngoài ra cá trích còn cung cấp vitamin D rất tốt cho cơ thể.
Cá trích từ biển Quảng Nam ra tới Nghệ An chủ yếu được dùng làm cá sống vì hầu hết ngư dân ở đây (trước năm 2007) đều không ướp đá sau khi đánh bắt (cách bảo quản này không đúng nên cá trích này thường bị tróc da và có màu vàng) làm ra thành phẩm nhìn không đẹp và cá trích là những loại cá thích hợp để chế biến xuất khẩu và làm nước mắm. Giá cá trích khoảng 8.000 đồng/kg. Tuy nhiên cần lưu ý, cá trích là loại cá có độc. Cá có chất độc ở bộ phận sinh dục, trứng và gan rất độc. Trong thời kỳ phát dục, ở mang cá cũng có chất độc, vì vậy không ăn cá này vào mùa sinh đẻ, loại cá này có chứa độc tố ở phần trứng, gan và bộ phần sinh dục.Những phần này tiết ra nhiều độc nhất là trong thời kỳ sinh sản của nó.

## Món ăn
Ở Việt Nam, mùa cá trích kéo dài khoảng 5 tháng, nhưng nhiều nhất và ngon nhất là vào tháng 7, tháng 8 âm lịch. Ngoài Việt Nam, cá trích còn là nguyên liệu của những món ăn thông dụng của các nước trên thế giới. Mắm cá trích là món ăn ở châu Âu và đã trở thành một phần của khẩu phần vùng Baltic, Scandinavia, Đức, Đông Slav, cá trích cũng phổ biến trong ẩm thực của người Do Thái. Cá trích hun khói là một bữa ăn truyền thống của Đan Mạch trên đảo trong biển Baltic, Bornholm.
Cá trích là món rất khoái khẩu của người Nga, cùng với dưa chuột ri và các loại thịt nguội và các món trộn. Mắm cá trích là món ăn phổ biến ở Nga. Cá trích ngâm giấm là món đặc sản của tỉnh Okayama ở Nhật Bản. Ở Philippines, khô cá trích là ăn phổ biến trong ăn sáng, cùng với gạo tỏi và trứng. Gỏi cá trích Phú Quốc, miếng cá trích tươi ngon trải lên bánh tráng vừa dày vừa dai, thêm ít rau và vài sợi dừa nạo chấm với nước mắm Phú Quốc hảo hạng rất hấp dẫn thực khách.

## Hình ảnh

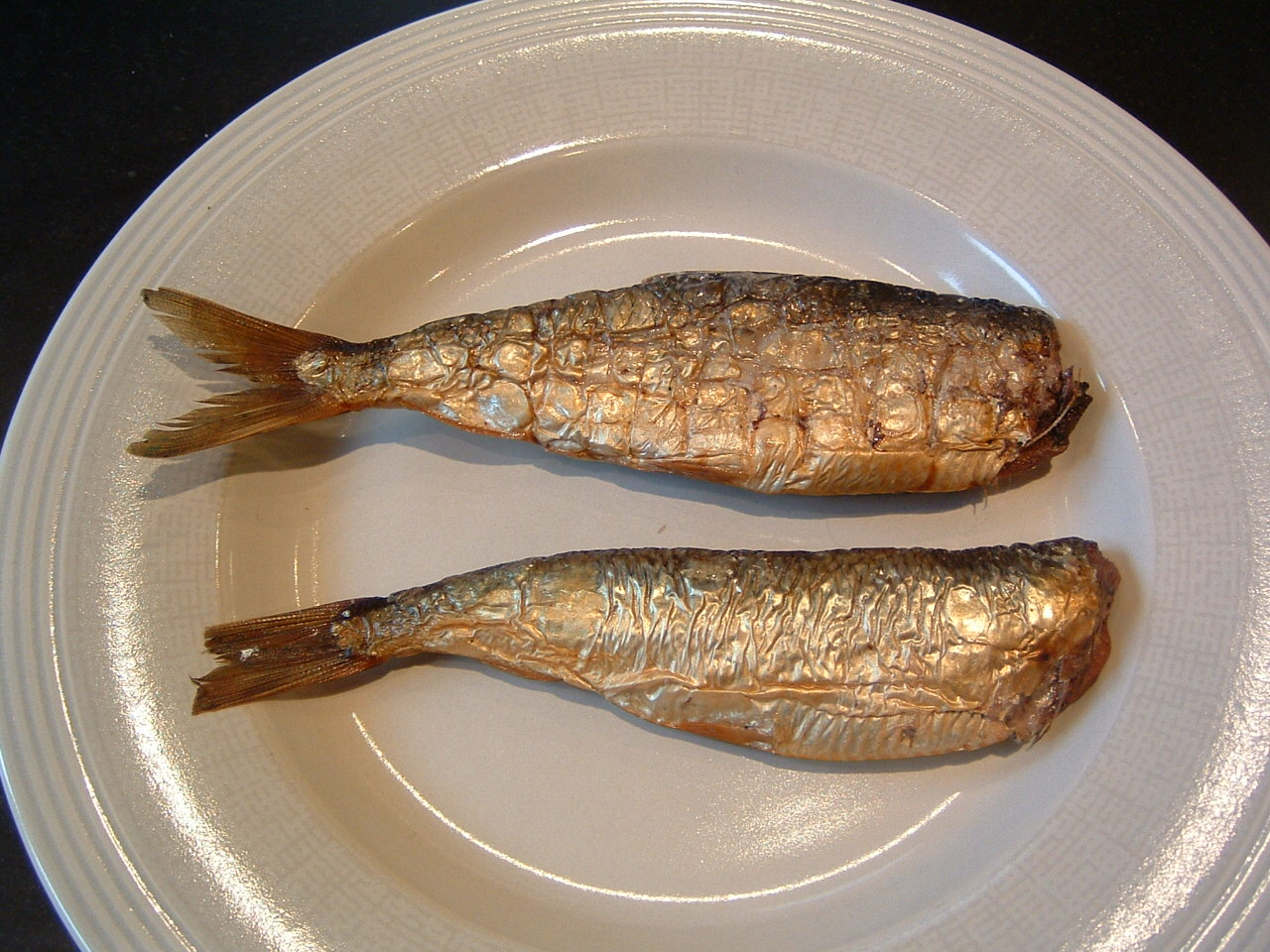
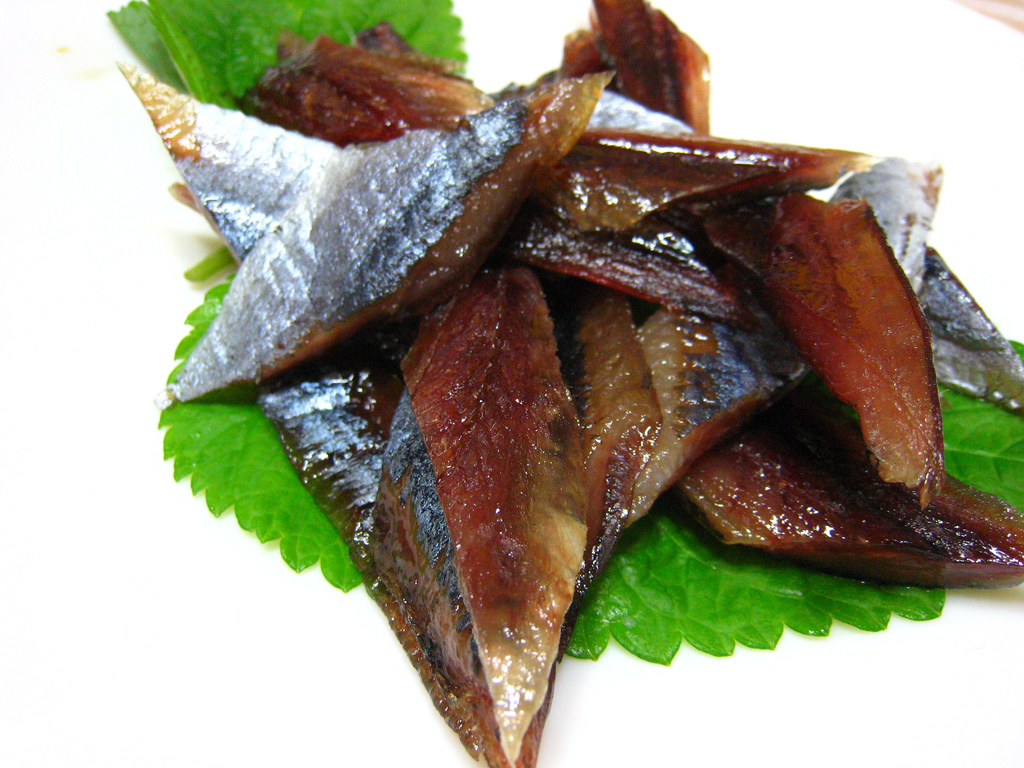
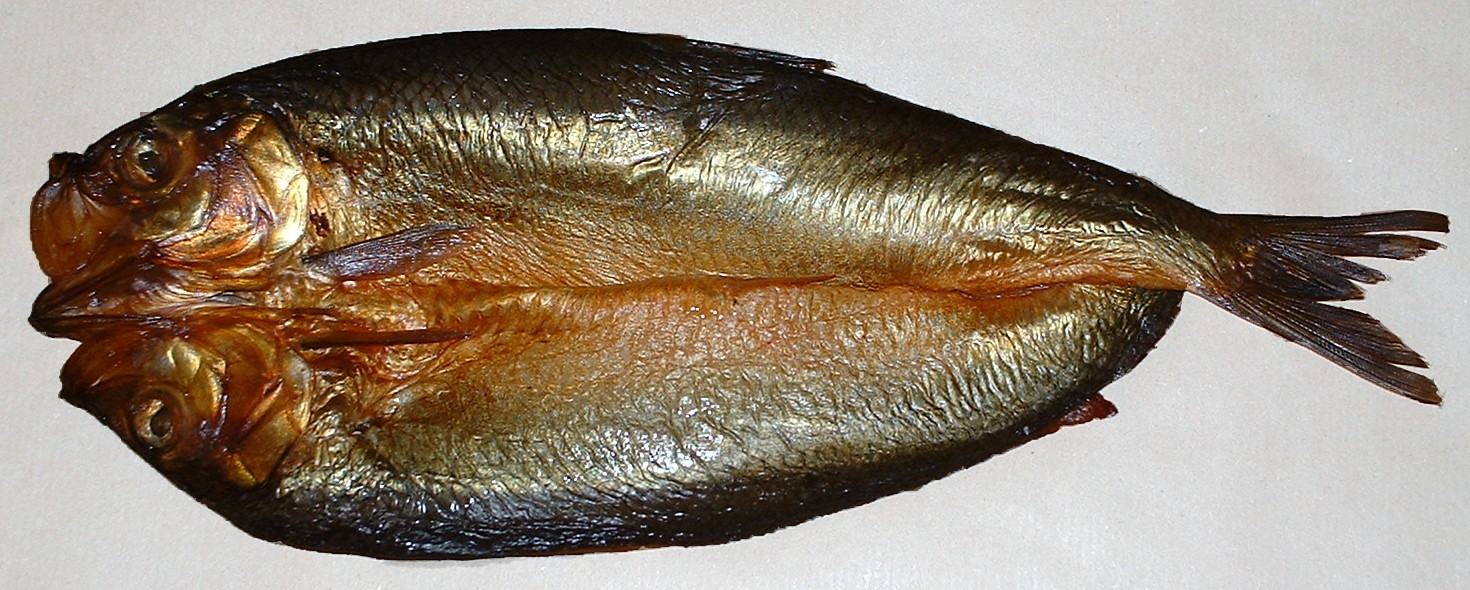
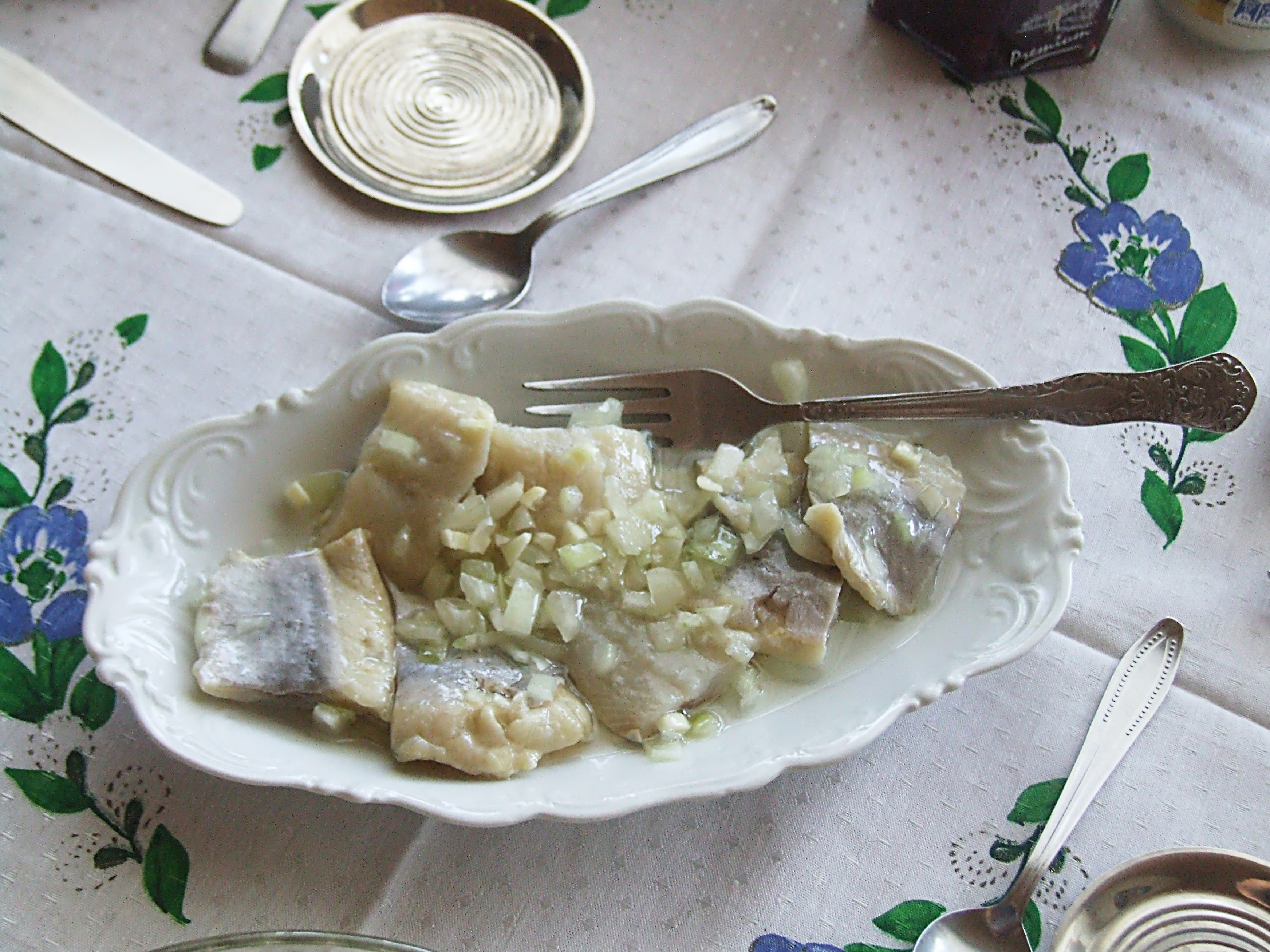
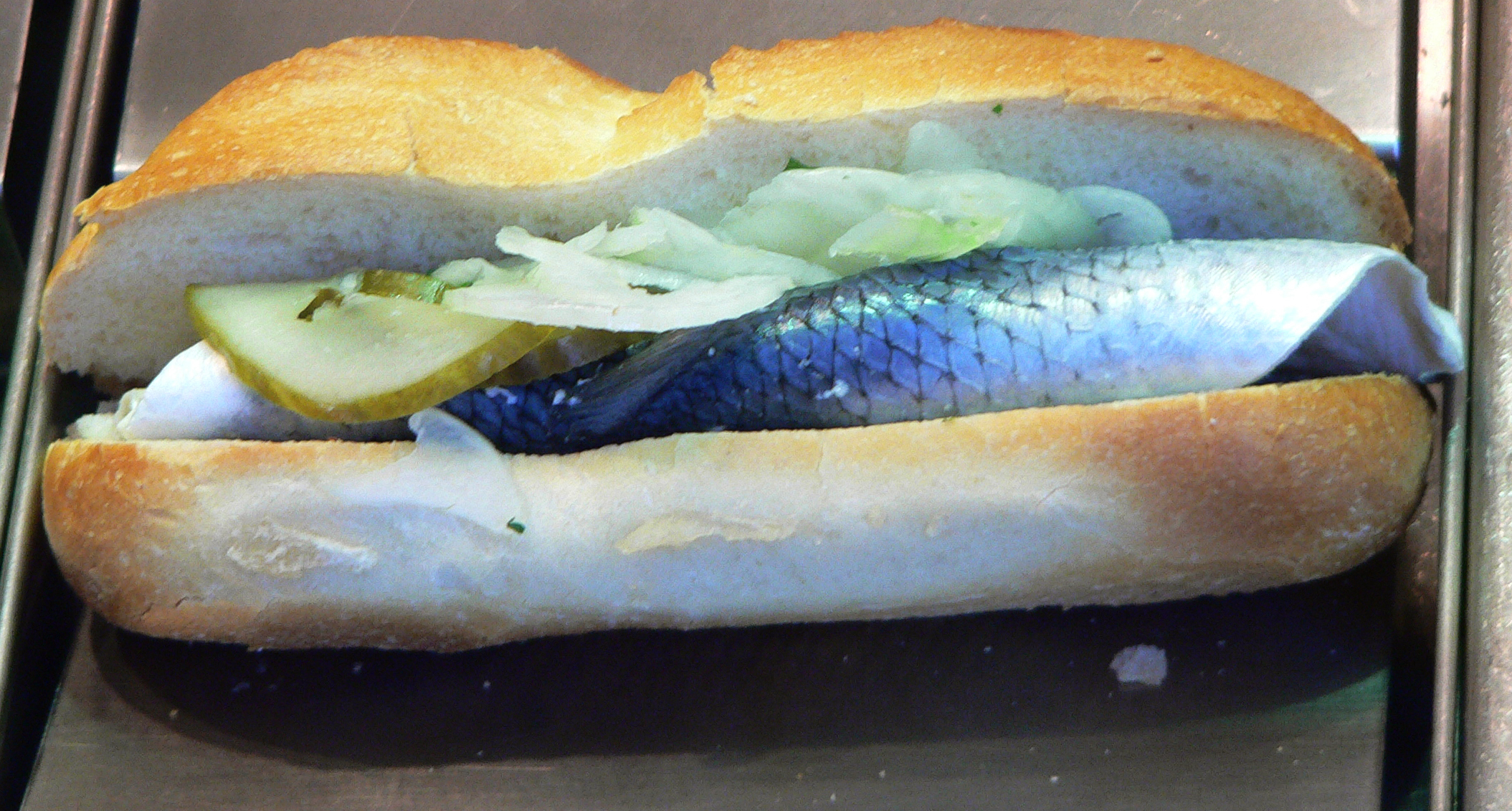
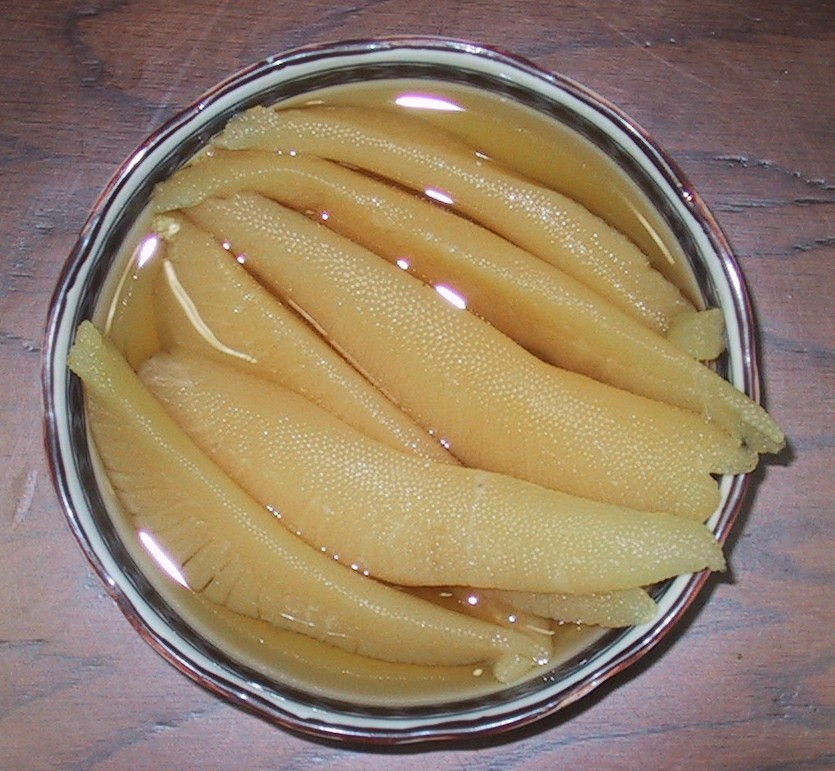